# Eddie van de Pol
Eddie van de Pol (Helmond, 14 februari 1944) is een Nederlandse judoka, sportschoolhouder en coach.

## Biografie
Van de Pol werd te Helmond geboren als zesde van acht kinderen in het gezin van Jan van de Pol en Jans van Esch. In 1953 zette hij op negenjarige leeftijd zijn eerste stap op de judomat, zijn oudste broer nam hem mee naar Judoclub Helmond. Bij de eerste clubkampioenschappen werd hij meteen kampioen.
Door de Judo Bond Nederland werd hij als lichtgewicht junior in 1962 geselecteerd voor de Nederlandse ploeg om deel te nemen aan de Europese titelstrijd te Essen.
Van de Pol werd achtmaal clubkampioen van Judoclub Helmond. Bij Europese kampioenschappen eindigde hij tweemaal op de tweede en eenmaal op de derde plaats. In teamverband won hij driemaal zilver bij Europese wedstrijden.
Hij was tien jaar lang lid van de Nederlandse judo kernploeg en nam deel aan wereldkampioenschappen in Salt Lake City (1967), Mexico City (1969) en Ludwigshafen (1971).
In 1972 werd hij geselecteerd voor de Olympische Spelen in München. Ter voorbereiding ging hij met de judoploeg naar Tokio om getraind te worden aan de Tenri-universiteit door Okano, een Japanse judoka die specialist was in het ‘grondwerk’. Na thuiskomst raakte Van de Pol tijdens een training echter zwaar geblesseerd aan zijn enkel, waardoor hij de Spelen in München moest missen. Direct daarop besloot hij te stoppen met wedstrijdsport.
Van de Pol ging na zijn wedstrijdcarrière werken als sportleraar aan de Levensschool in Helmond en het schoolinternaat De La Salle in Stevensbeek. Hij was eerder al een sportschool begonnen. In 1985 opende 'Sportschool van de Pol' in een verbouwde voormalige kleuterschool aan de Valkstraat te Helmond. 
Gerard van Deurzen was in 1986 de eerste door Van de Pol opgeleide Nederlands kampioen judo. Van 1984 tot 1990 was hij bondscoach van de dames junioren en senioren. Vanaf 1997 werden de judozusjes Kim en Juul Franssen door hem gecoacht. In 2011 besloot Juul Franssen te breken met Van de Pol.
In 2016 riep de JBN Eddie van de Pol uit tot coach van het jaar.

## Erelijst
- Achtmaal Nederlands kampioen
- 1962 3e EK Essen
- 1965 2e EK Scheveningen
- 1967 2e EK Rome
- 1969 2e EK Teams Oostende
- 1970 2e EK Teams Berlijn
- 1971 2e EK Teams Göteborg
- 1984-1990 Bondscoach dames junioren en senioren
- 2003 Koninklijke onderscheiding
- 2016 Coach van het jaar JBN